# Thủy điện Minh Lương
Thủy điện Minh Lương là thủy điện xây dựng trên sông Minh Lương (hay Nậm Chăn ) tại vùng đất xã Thẩm Dương và Minh Lương, huyện Văn Bàn tỉnh Lào Cai, Việt Nam .
Thủy điện Minh Lương có công suất lắp máy 28 MW với 2 tổ máy, sản lượng điện hàng năm 103,15 triệu KWh, khởi công tháng 10/2016 , hoàn thành tháng 4/2018 .
Thủy điện Minh Lương đã từng khởi công hồi năm 2005, nhưng vì nhiều lý do đầu tư nên thi công đã bị chậm trễ .

## Sông Minh Lương
Sông Minh Lương hay Nậm Chăn là đoạn thượng nguồn của ngòi Nhù , một phụ lưu cấp 1 của sông Hồng chảy ở huyện Văn Bàn tỉnh Lào Cai. Tên Minh Lương đặt cùng với tên xã Minh Lương huyện Văn Bàn.
Sông Minh Lương bắt nguồn từ vùng đèo Khau Cọ thuộc xã Nậm Xé huyện Văn Bàn, chảy về hướng đông nam. Đến xã Minh Lương thì tiếp nhận dòng Nậm Xây Luông, và đổi hướng chảy về phía đông bắc.

## Chỉ dẫn
1. ↑  Trong tiếng Thái-Tày "Nậm" có nghĩa là nước, sông, suối.
2. ↑  Dường như có lỗi đánh máy trong danh sách của Quyết định 1989/QĐ-TTg: các tên ngòi Chán và suối Nhu không tìm thấy trong các văn liệu khác. Tên đúng của chúng là Nậm Chăn và ngòi Nhù.